# فيوز بيفريدجز
فيوز بيفريدجز Fuze Beverages هي شركة مشروبات أمريكية، تتنوع منتجاتها بين الشاي المثلج ومشروبات الفاكهة الغنية بالفيتامينات.
أسسها لانس كولينز عام 2000، وتقع مقراتها في نيوجرسي في  الولايات المتحدة. وهي مملوكة لشركة كوكاكولا.